# Eduardo Arancibia
Eduardo Daniel Arancibia Unger (* 20. Juli 1976 in Santiago de Chile) ist ein ehemaliger chilenischer Fußballspieler. Der rechte Offensivspieler wurde drei Mal chilenischer Meister.

## Karriere

### Verein
Eduardo Arancibia begann seine Karriere 1998 beim CF Universidad de Chile. Mit La U wurde er 1998 Pokalsieger und Meister 1999. Nach seiner Leihe 2000 zu Atlas Guadalajara aus Mexiko und seiner Station beim Club León 2001 spielte der rechte Außenbahnspieler für diverse Vereine in Chile. Beim CD Universidad Católica gewann Arancibia die Apertura 2002 und beim CD Cobreloa die Clausura 2004. Seine Karriere beendete er 2009 bei San Luis de Quillota.

### Nationalmannschaft
Eduardo Arancibia absolvierte eine Partie für die B-Nationalmannschaft im November 1999 beim 2:0-Erfolg gegen Alianza Lima. Für die A-Nationalmannschaft spielte der Angreifer nie.

## Erfolge
U. de Chile
- Chilenischer Meister: 1999
- Chilenischer Pokalsieger: 1998

Universidad Católica
- Chilenischer Meister: 2002-A

Cobreloa
- Chilenischer Meister: 2004-C

## Sonstiges
Seine Mutter Edith Unger ist deutscher Herkunft. Seine älteren Brüder Franz und Leopoldo sowie sein jüngerer Bruder Roque spielten ebenfalls Fußball. Der Sohn von Leopoldo Francisco Arancibia ist aktueller Profifußball- und war Jugendnationalspieler.